# Doddagurki, Mulbagal
Doddagurki là một làng thuộc tehsil Mulbagal, huyện Kolar, bang Karnataka, Ấn Độ.